# Amandava
Amandava là một chi chim trong họ Estrildidae.

## Hình ảnh

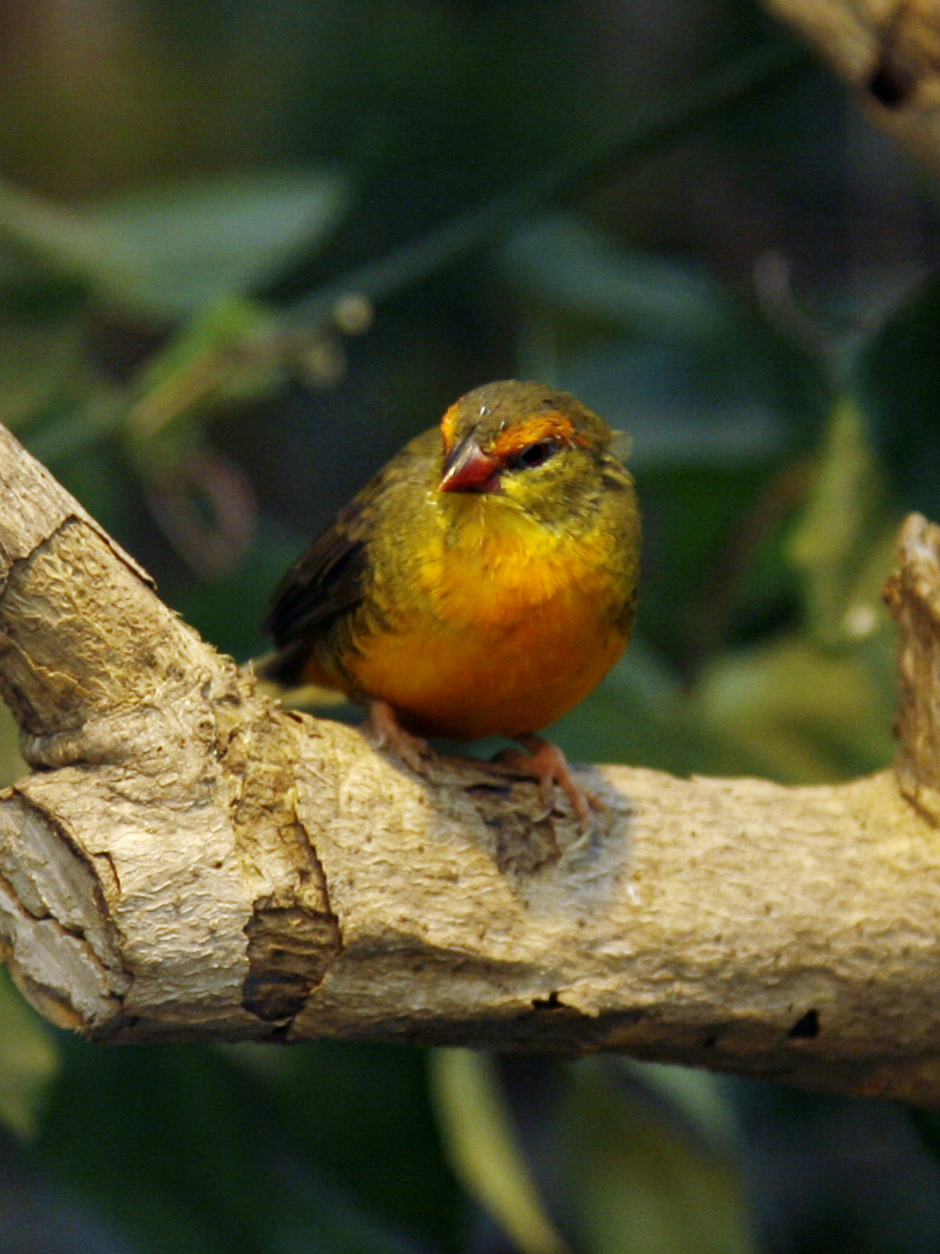
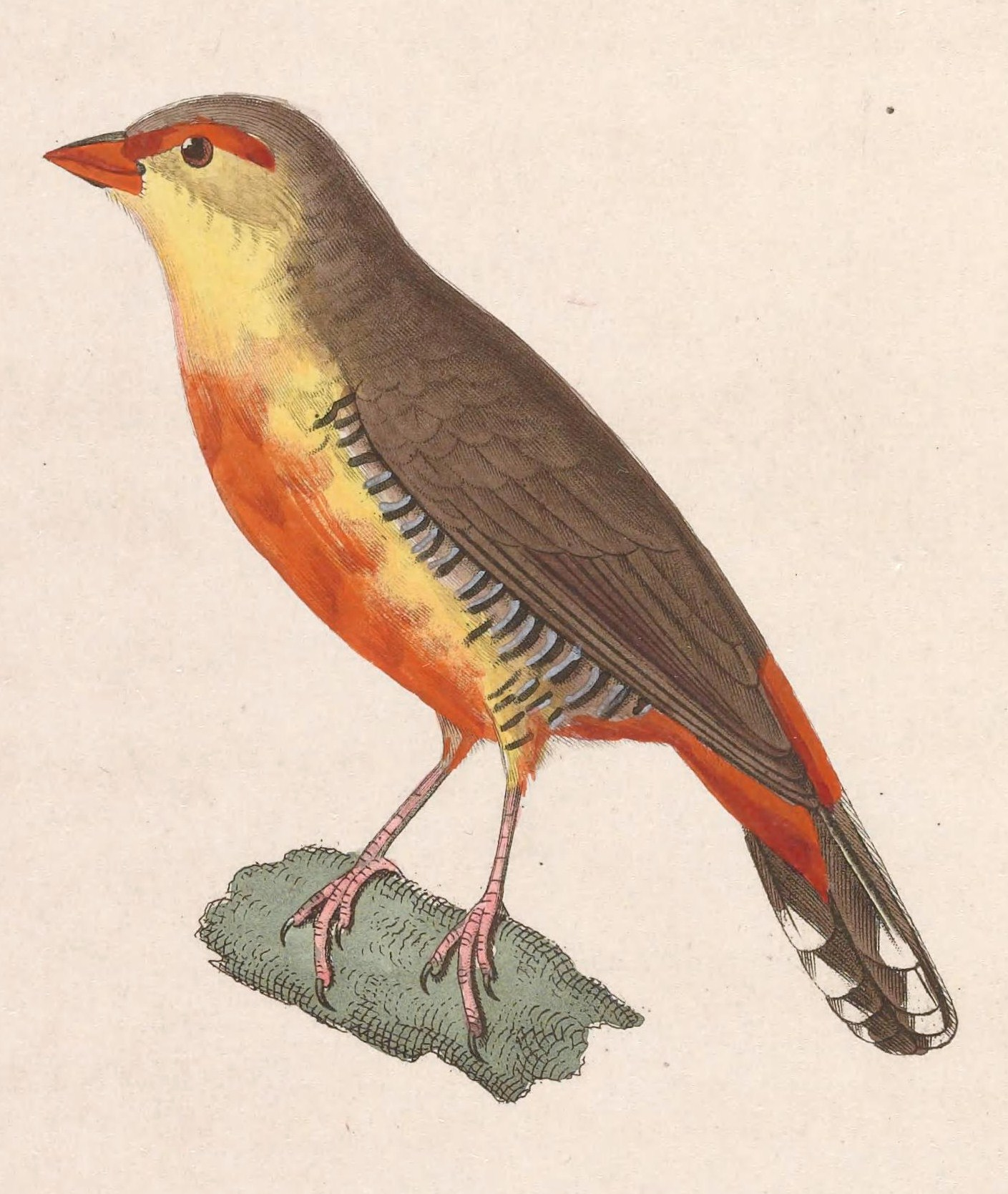

## Các loài
- Amandava amandava
- Amandava formosa
- Amandava subflava